# Solar Sports
Solar Sports es una cadena de televisión digital de señal abierta de Filipinas con sede en Shaw Boulevard, Mandaluyong, Filipinas. Funciona como la cadena insignia de Southern Broadcasting Network, una subsidiaria de Solar Entertainment Corporation. El canal se lanzó originalmente como un canal de cable el 30 de octubre de 2002 y está disponible para Sky Cable, Cablelink y otros operadores de cable locales en Filipinas y a través de la televisión digital en abierto en Mega Manila a partir del 7 de octubre de 2024.

## Historia
El canal es conocido por mostrar deportes que son familiares para los filipinos. Su programación principal son los juegos de la NBA, que se muestran ya sea un juego o una doble jornada cada día durante la temporada. Otra programación de la NBA incluye programas producidos por NBA TV, como los mejores juegos de la NBA y los juegos de la WNBA durante la temporada baja de la liga. También muestra el Super Bowl estadounidense. También es el proveedor filipino de los Juegos Olímpicos.
También muestra peleas de boxeo como las de las promociones de Bob Arum, Don King y más recientemente, Golden Boy Promotions de Óscar de la Hoya. De 2002 a 2006, Solar Sports cubriría las peleas de Manny Pacquiao, hasta que Pacquiao firmó con ABS-CBN por los derechos para cubrir sus peleas. Sin embargo, Solar Sports recuperó los derechos de transmisión de las peleas de Pacquiao desde 2007 cuando el canal firmó un acuerdo con GMA Network.
Otros deportes incluyen voleibol y bádminton, como el torneo de bádminton JVC y el primer torneo de bádminton Manny V. Pangilinan, que enfrentó a jugadores de Asia y Europa en 2005.
La cadena también lanzó Solar Sports Desk, un programa de noticias deportivas vespertino, similar a ESPN, y a los famosos programas deportivos estadounidenses como SportsCenter. En octubre de 2006, Solar Sports relanzó su canal, añadiendo programas locales.
El canal está disponible exclusivamente en Metro Manila a través de Global Destiny Cable desde 2008. Solía estar disponible exclusivamente en Sky Cable, pero las dos partes interrumpieron su asociación a fines de 2007, pero volverá a estar disponible el 1 de julio. Todas las compañías de cable en las provincias pueden poner el canal sin tener que preocuparse por los derechos exclusivos.
El 10 de abril de 2017, Sky Cable y Destiny Cable dejaron de emitir Solar Sports junto con sus canales hermanos Basketball TV (ahora desaparecido), CT (ahora desaparecido), Jack TV (ahora desaparecido) y NBA Premium TV (ahora desaparecido) supuestamente debido a las tarifas de transmisión impagas de Sky Cable. El 1 de enero de 2019, el canal fue restablecido en Sky Cable después de 1 año de disputas de transmisión.
El 1 de octubre de 2019, Basketball TV dejó de transmitirse 13 años después de su primera emisión en 2006, lo que significa que todos los programas relacionados con el baloncesto restantes se emitirán ahora en Solar Sports. Entre esos programas relacionados con el baloncesto se incluyen la Liga Nacional de Baloncesto de Filipinas, Liga ACB, Copa Mundial de Baloncesto y Campeonato de Baloncesto de la UCAL, entre otros.
El 31 de julio de 2022, Solar Sports comenzó a transmitir en formato anamórfico de 16:9. Este cambio permitió una presentación en pantalla ancha, optimizando la experiencia de visualización para los espectadores con televisores de pantalla ancha compatibles.
El 20 de septiembre de 2024, Solar Sports anunció en su página de Facebook que el canal estaría disponible en televisión digital terrestre en áreas clave de Mega Manila a través del Canal UHF 21, a partir del 7 de octubre de 2024, lo que marcaría su regreso a la televisión digital abierta después de dos años. Su logotipo también se modificó antes de su traslado, en el que combinaron los logotipos de 2002 y 2016.

## Programas

### Actual
- Baloncesto
  -  B.League
- Billar
  -   Cue Masters
- Boxeo
  -   Bxstrs
  -   KOTV Classics
  -   KOTV Weekly
  -   UKC: Ultimate Knockout Challenge
  -   World Class Boxing (2007)
- Artes marciales mixtas
  -  Professional Fighters League
  -   Wednesday Warriors
- Motores
  -  Carrera ártica de Noruega
  -   Auto Focus (2007)
  -   Auto Speed
  -  Le Mans Classic
  -  Motoring Today (2009)
  -  Mobil 1 The Grid
  -  Rallye des Princesses
- Abu Dhabi Desert Challenge
- Volta a Cataluña
- Maratón de París
- Next Stop
- Otros
  -   Board Stories
  -   Homecourt
- UCI WorldTour
- World of Free Sports
- World Sailing

#### Programas locales
- All-Out Action (Bloque de películas de acción en tagalo)
- AsiaBasket
- EZ Shop
- Filoil EcoOil Preseason Cup
- National Capital Region Athletic Association
- Oras ng Himala
- Philippine Secondary Schools Basketball Championship
- Shakey’s Girls Volleyball Invitational League
- Shakey's Super League (also broadcast on ALIW 23)
- UGB MMA (Underground Battle MMA)
- Universal Reality Combat Championship
- Universities and Colleges Athletic League
- V-League

### Anterior
- 2 Months 2 Million
- A Round of Golf (2008–2015)
- Action After Dark (Tagalog Late Night Movie Block)
- ATP Tour
- Auto Extreme (2001–2007)
- Basketball
  - FIBA World Basketball
  - Liga Endesa
  - The Fifth Quarter
- Billiards Pinoy
- Boxing at the Bay (2009–2015)
- Business & Leisure (2007–2019)
- BWF Super Series
- Car Matchmaker
- Celebrity Poker
- Champions League Basketball 3x3 (Australia)
- Champions Tour
- Copa Davis
- ECW on Sci Fi
- eGG Network (eSports)
- Elite XC
- Copa Billie Jean King
- Ferrari World
- Fight Night Max
- Fight Zone
- FLW Outdoor Tour Bass
- French Open
- Friday Fight Fest
- Friday Movie Timeout/Movie Timeout (Hollywood Movie Block)
- Gameplan (2007–2013)
- Bundesliga
- Global Football
- Glory Kickboxing
- Golf
  - Ladies European Tour
- Golf Today
- Greatest Classics
- Home Shopping Network (2003–2011, 2014–2015)
- Hoop Nation
- Human Wrecking Balls
- IDSF: Best of Dance Sports
- In the Zone
- Jai-Alai Games (2009–2015)
- K-1
- La Liga
- LFP
- Liga Pilipinas (2009–2011)
- Mosconi Cup
- Move (Digital Series)
- NASCAR
- National Basketball League (2018–2022)
- National Basketball League-Youth (2018–2022)
- NBA on Solar Sports (2002–2006)
- NFL
- Other
  - Broken Skull
  - Exterra Adventure
  - Game Changers
  - Nomads
- OZ Style
  - Perspectives (Sports Documentaries)
  - Survivor
  - The Biggest Loser
- Pancrase
- PGA Tour
- Liga de Baloncesto de Filipinas (2002–2003)
- Philippine Collegiate Champions League (2004–2008, 2017–2018)
- Philippine Super Liga (2013–2015)
- Pilipinas Super League (2022–2023)
- Pilipinas VisMin Super Cup (2021–2022)
- Poker Heaven
- Premier Darts
- Raceworld
- Ringside (2008–2017)
- Sagupaan (2005–2020; now on One Sports)
- San Juan Coliseum Derby Time (2005–2020)
- Saved by the Bell (2008–2018)
- Search TV
- Shifting Gears
- Shop TV (2015–2023)
- Smashing Action (2007–2016)
- Sports Desk (2004–2007, 2012–2014)
- Sports Insider
- Sports Jobs with Junior Seau
- The Fighters
- The Haney Project
- The Ultimate Fighter
- Trans World Sport
- Trump's Fabulous World of Golf
- UFC
- Undisputed
- Abierto de Estados Unidos
- Versus (2008–2015)
- WNCAA
- Women's National Basketball League (2019–2022)
- World Baseball Classic
- World of Athletics
- World of Badminton
- World of Tennis
- World Cup of Pool
- World Game
- World Pool Masters
- World Strongman Super Series
- World Wide Sports
- WTA Tour
- X-Play

## Coberturas deportivas
- Juegos del Sudeste Asiático 2005
- Juegos Asiáticos de 2006
- Juegos Olímpicos de Pekín 2008
- Juegos Olímpicos de Vancouver 2010
- Juegos Olímpicos de la Juventud de Singapur 2010
- Juegos Olímpicos de Londres 2012
- AVC Asian Women's Cup
- Copa Libertadores de América
- Fit To Hit: Philippine Beach Volleyball Invitational
- Liga de voleibol femenino de Shakey